# Turn- und Sportverein München von 1860 1976-1977
Questa voce raccoglie le informazioni riguardanti il Turn- und Sportverein München von 1860 nelle competizioni ufficiali della stagione 1976-1977.

## Stagione
Nella stagione 1976-1977 il Monaco 1860, allenato da Heinz Lucas, concluse il campionato di 2. Bundesliga al 2º posto. In Coppa di Germania il Monaco 1860 fu eliminato al terzo turno dall'Augusta.

## Rosa
| N. |                                 | Ruolo | Calciatore         |
| -- | ------------------------------- | ----- | ------------------ |
|    | Germania (bandiera)             | P     | Manfred Eiben      |
|    | Germania (bandiera)             | P     | Bernhard Hartmann  |
|    | Germania (bandiera)             | D     | Dieter Agatha      |
|    | Germania (bandiera)             | D     | Willi Bierofka     |
|    | Bosnia ed Erzegovina (bandiera) | D     | Ahmet Glavović     |
|    | Germania (bandiera)             | D     | Alfred Kohlhäufl   |
|    | Germania (bandiera)             | D     | Richard Mamajewski |
|    | Germania (bandiera)             | C     | Fritz Bischoff     |
|    | Germania (bandiera)             | C     | Peter Falter       |
|    | Germania (bandiera)             | C     | Jimmy Hartwig      |

| N. |                      | Ruolo | Calciatore          |
| -- | -------------------- | ----- | ------------------- |
|    | Germania (bandiera)  | C     | Hans Haunstein      |
|    | Germania (bandiera)  | C     | Alfred Herberth     |
|    | Danimarca (bandiera) | C     | Jan Højland Nielsen |
|    | Germania (bandiera)  | C     | Karl-Heinz Pelka    |
|    | Germania (bandiera)  | C     | Alfred Rieß         |
|    | Germania (bandiera)  | A     | Georg Metzger       |
|    | Germania (bandiera)  | A     | Anton Nachreiner    |
|    | Germania (bandiera)  | A     | Peter Scheifler     |
|    | Germania (bandiera)  | A     | Heinz Tochtermann   |

## Organigramma societario
Area tecnica
- Allenatore: Heinz Lucas
- Allenatore in seconda:
- Preparatore dei portieri:
- Preparatori atletici:

## Calciomercato

### Sessione estiva
| Acquisti | Acquisti           | Acquisti      | Acquisti |
| R.       | Nome               | da            | Modalità |
| -------- | ------------------ | ------------- | -------- |
| D        | Ahmet Glavović     | Velež Mostar  |          |
| D        | Richard Mamajewski | Bayern Monaco |          |

| Cessioni | Cessioni             | Cessioni         | Cessioni |
| R.       | Nome                 | a                | Modalità |
| -------- | -------------------- | ---------------- | -------- |
| C        | Hans-Joachim Kauf    | Arminia Hannover |          |
| A        | Ferdinand Keller     | Amburgo          |          |
| D        | Heinz Lubanski       | Wormatia Worms   |          |
| D        | Hans Reich           | Salisburgo       |          |
| A        | Walter Schuberth     | Wormatia Worms   |          |
| D        | Hans-Dieter Seelmann | Wormatia Worms   |          |
| C        | Norbert Starzak      | Wormatia Worms   |          |

### Sessione invernale
| Acquisti | Acquisti | Acquisti | Acquisti |
| R.       | Nome     | da       | Modalità |
| -------- | -------- | -------- | -------- |

| Cessioni | Cessioni | Cessioni | Cessioni |
| R.       | Nome     | a        | Modalità |
| -------- | -------- | -------- | -------- |

## Risultati

### 2. Bundesliga

#### Girone di andata
| Arbitro: | Kettenbach |

|                   |           |  |
| Hofeditz 81’, 88’ | Marcatori |  |

| Arbitro: | Fleischer |

|                                |           |  |
| Hartwig 69’ Metzger 83’ (rig.) | Marcatori |  |

| Treviri 25 agosto 1976 3ª giornata | Eintracht Treviri | 0 – 0 referto | Monaco 1860 | Moselstadion (13 000 spett.)\| Arbitro: \| Röder \| |
| Arbitro:                           | Röder             |               |             |                                                     |

| Arbitro: | Schmoock |

|                             |           |            |
| Rieß 6’, 59’ Nachreiner 14’ | Marcatori | 90’ Kelsch |

| Arbitro: | Kuhn |

|                  |           |                            |
| Hofmann 25’, 70’ | Marcatori | 37’ (aut.) Gebert 78’ Rieß |

| Arbitro: | Joos |

|  |           |                          |
|  | Marcatori | 63’ Cvijanovic 68’ Weber |

| Arbitro: | Dölfel |

|            |           |                                               |
| Hobner 58’ | Marcatori | 36’ Tochtermann 55’, 73’ Herberth 85’ Metzger |

| Arbitro: | Ermer |

|          |           |  |
| Rieß 60’ | Marcatori |  |

| Arbitro: | Walz |

|  |           |             |
|  | Marcatori | 69’ Nielsen |

| Arbitro: | Nickel |

|                                   |           |  |
| Falter 25’ Metzger 48’ Agatha 57’ | Marcatori |  |

| Arbitro: | Boos |

|                       |           |             |
| Adler 31’ Rudloff 90’ | Marcatori | 76’ Hartwig |

| Arbitro: | Huster |

|                               |           |  |
| Haunstein 12’, 61’ Falter 21’ | Marcatori |  |

| Arbitro: | Schröder |

|                                            |           |                  |
| Hitzfeld 10’ Ohlicher 43’ Elmer 66’ (rig.) | Marcatori | 28’, 47’ Metzger |

| Arbitro: | Karr |

|             |           |  |
| Hartwig 65’ | Marcatori |  |

| Arbitro: | Steigele |

|            |           |                            |
| Martin 87’ | Marcatori | 27’ Nachreiner 57’ Hartwig |

| Arbitro: | Linn |

|                                             |           |  |
| Bischoff 17’ Falter 57’, 76’ Nachreiner 59’ | Marcatori |  |

| Arbitro: | Walther |

|                           |           |                 |
| Metzger 11’ Kohlhäufl 47’ | Marcatori | 9’, 38’ Lippert |

| Arbitro: | Biwersi |

|             |           |             |
| Nüssing 88’ | Marcatori | 77’ Metzger |

| Arbitro: | Gaus |

|                                           |           |  |
| Metzger 36’ Kohlhäufl 37’ Falter 41’, 70’ | Marcatori |  |

#### Girone di ritorno
| Arbitro: | Scheffner |

|                        |           |              |
| Falter 17’ Metzger 46’ | Marcatori | 63’ Hofeditz |

| Arbitro: | Drescher |

|                  |           |                              |
| Watzl 66’ (rig.) | Marcatori | 72’, 83’ Nielsen 87’ Metzger |

| Arbitro: | Hellwig |

|                          |           |  |
| Falter 40’ Haunstein 67’ | Marcatori |  |

| Arbitro: | Clajus |

|  |           |                                                |
|  | Marcatori | 39’ Nachreiner 67’ (aut.) Schindler 80’ Falter |

| Arbitro: | Föckler |

|                                                             |           |  |
| Metzger 15’, 43’ (rig.), 47’ Haunstein 50’ Hartwig 79’, 90’ | Marcatori |  |

| Arbitro: | Walz |

|              |           |                                            |
| Schuster 80’ | Marcatori | 42’ Hartwig 53’, 85’ Falter 67’ Nachreiner |

| Arbitro: | Stumpf |

|                         |           |             |
| Herberth 38’ Falter 73’ | Marcatori | 76’ Hofmann |

| Arbitro: | Quindeau |

|            |           |  |
| Hilkes 30’ | Marcatori |  |

| Arbitro: | Haselberger |

|                                   |           |                   |
| Bierofka 26’ (rig.) Kohlhäufl 44’ | Marcatori | 54’, 87’ Bechtold |

| Arbitro: | Nickel |

|  |           |             |
|  | Marcatori | 74’ Metzger |

| Arbitro: | Kollmann |

|                |           |  |
| Nachreiner 17’ | Marcatori |  |

| Arbitro: | Messmer |

|              |           |                               |
| Stempfle 20’ | Marcatori | 11’, 48’ Hartwig 88’ Herberth |

| Monaco di Baviera 2 aprile 1977 32ª giornata | Monaco 1860 | 0 – 0 referto | Stoccarda | Stadio Olimpico (77 573 spett.)\| Arbitro: \| Linn \| |
| Arbitro:                                     | Linn        |               |           |                                                       |

| Arbitro: | Schmoock |

|                     |           |  |
| Diener 35’ Lenz 58’ | Marcatori |  |

| Arbitro: | Föckler |

|                                                   |           |  |
| Haunstein 2’, 6’, 13’ Nielsen 59’ Falter 75’, 85’ | Marcatori |  |

| Arbitro: | Antz |

|          |           |                                        |
| Held 67’ | Marcatori | 43’ Bierofka 62’ Nachreiner 64’ Falter |

| Hof (Baviera) 7 maggio 1977 36ª giornata | Bayern Hof | 0 – 0 referto | Monaco 1860 | Stadion Grüne Au (11 000 spett.)\| Arbitro: \| Walther \| |
| Arbitro:                                 | Walther    |               |             |                                                           |

| Arbitro: | Engel |

|                                         |           |  |
| Haunstein 54’ Falter 62’ Nachreiner 80’ | Marcatori |  |

| Arbitro: | Schumann |

|              |           |            |
| Emmerich 80’ | Marcatori | 40’ Falter |

### Coppa di Germania
| Arbitro: | Quindeau |

|              |           |  |
| Hartwig 100’ | Marcatori |  |

| Arbitro: | Antz |

|           |           |                                                                        |
| Gistl 33’ | Marcatori | 5’ Nachreiner 8’ Metzger 54’ Tochtermann 63’, 74’ Herberth 75’ Hartwig |

| Arbitro: | Aldinger |

|                        |           |             |
| Killmaier 20’ Haug 55’ | Marcatori | 80’ Nielsen |

## Statistiche

### Statistiche di squadra
| Competizione      | Punti | In casa | In casa | In casa | In casa | In casa | In casa | In trasferta | In trasferta | In trasferta | In trasferta | In trasferta | In trasferta | Totale | Totale | Totale | Totale | Totale | Totale | DR  |
| Competizione      | Punti | G       | V       | N       | P       | Gf      | Gs      | G            | V            | N            | P            | Gf           | Gs           | G      | V      | N      | P      | Gf     | Gs     | DR  |
| ----------------- | ----- | ------- | ------- | ------- | ------- | ------- | ------- | ------------ | ------------ | ------------ | ------------ | ------------ | ------------ | ------ | ------ | ------ | ------ | ------ | ------ | --- |
| 2. Bundesliga     | 56    | 19      | 15      | 3       | 1       | 47      | 9       | 19           | 9            | 5            | 5            | 31           | 20           | 38     | 24     | 8      | 6      | 78     | 29     | +49 |
| Coppa di Germania | -     | 1       | 1       | 0       | 0       | 1       | 0       | 2            | 1            | 0            | 1            | 7            | 3            | 3      | 2      | 0      | 1      | 8      | 3      | +5  |
| Totale            | 56    | 20      | 16      | 3       | 1       | 48      | 9       | 21           | 10           | 5            | 6            | 38           | 23           | 41     | 26     | 8      | 7      | 86     | 32     | +54 |

### Andamento in campionato
| Giornata  | 1  | 2  | 3  | 4 | 5 | 6 | 7 | 8 | 9 | 10 | 11 | 12 | 13 | 14 | 15 | 16 | 17 | 18 | 19 | 20 | 21 | 22 | 23 | 24 | 25 | 26 | 27 | 28 | 29 | 30 | 31 | 32 | 33 | 34 | 35 | 36 | 37 | 38 |
| --------- | -- | -- | -- | - | - | - | - | - | - | -- | -- | -- | -- | -- | -- | -- | -- | -- | -- | -- | -- | -- | -- | -- | -- | -- | -- | -- | -- | -- | -- | -- | -- | -- | -- | -- | -- | -- |
| Luogo     | T  | C  | T  | C | T | C | T | C | T | C  | T  | C  | T  | C  | T  | C  | C  | T  | C  | C  | T  | C  | T  | C  | T  | C  | T  | C  | T  | C  | T  | C  | T  | C  | T  | T  | C  | T  |
| Risultato | P  | V  | N  | V | N | P | V | V | V | V  | P  | V  | P  | V  | V  | V  | N  | N  | V  | V  | V  | V  | V  | V  | V  | V  | P  | N  | V  | V  | V  | N  | P  | V  | V  | N  | V  | N  |
| Posizione | 18 | 10 | 10 | 9 | 8 | 9 | 8 | 5 | 5 | 4  | 5  | 4  | 6  | 5  | 4  | 2  | 3  | 3  | 2  | 3  | 2  | 2  | 1  | 1  | 1  | 1  | 1  | 2  | 2  | 1  | 1  | 1  | 2  | 2  | 2  | 2  | 2  | 2  |

Legenda:

Luogo: C = Casa; T = Trasferta. Risultato: V = Vittoria; N = Pareggio; P = Sconfitta.

### Statistiche dei giocatori
| Giocatore      | 2. Bundesliga | 2. Bundesliga | 2. Bundesliga | 2. Bundesliga | Relegation Bundesliga | Relegation Bundesliga | Relegation Bundesliga | Relegation Bundesliga | Coppa di Germania | Coppa di Germania | Coppa di Germania | Coppa di Germania | Totale   | Totale | Totale      | Totale     |
| Giocatore      | Presenze      | Reti          | Ammonizioni   | Espulsioni    | Presenze              | Reti                  | Ammonizioni           | Espulsioni            | Presenze          | Reti              | Ammonizioni       | Espulsioni        | Presenze | Reti   | Ammonizioni | Espulsioni |
| -------------- | ------------- | ------------- | ------------- | ------------- | --------------------- | --------------------- | --------------------- | --------------------- | ----------------- | ----------------- | ----------------- | ----------------- | -------- | ------ | ----------- | ---------- |
| D. Agatha      | 29            | 1             | 0             | 0             | 3                     | 0                     | 0                     | 0                     | 2                 | 0                 | 0                 | 0                 | 34       | 1      | 0           | 0          |
| W. Bierofka    | 20            | 2             | 2             | 0             | 3                     | 0                     | 2                     | 0                     | 1                 | 0                 | 0                 | 0                 | 24       | 2      | 4           | 0          |
| F. Bischoff    | 15            | 1             | 0             | 0             | 0                     | 0                     | 0                     | 0                     | 2                 | 0                 | 0                 | 0                 | 17       | 1      | 0           | 0          |
| M. Eiben       | 0             | 0             | 0             | 0             | 0                     | 0                     | 0                     | 0                     | 0                 | 0                 | 0                 | 0                 | 0        | 0      | 0           | 0          |
| P. Falter      | 32            | 17            | 5             | 0             | 3                     | 0                     | 0                     | 0                     | 3                 | 0                 | 0                 | 0                 | 38       | 17     | 5           | 0          |
| A. Glavović    | 38            | 0             | 14            | 0             | 3                     | 0                     | 2                     | 0                     | 3                 | 0                 | 3                 | 0                 | 44       | 0      | 19          | 0          |
| B. Hartmann    | 38            | 0             | 1             | 0             | 3                     | 0                     | 0                     | 0                     | 3                 | 0                 | 0                 | 0                 | 44       | 0      | 1           | 0          |
| J. Hartwig     | 38            | 9             | 2             | 1             | 3                     | 2                     | 0                     | 0                     | 3                 | 2                 | 0                 | 0                 | 44       | 13     | 2           | 1          |
| H. Haunstein   | 31            | 8             | 0             | 0             | 3                     | 1                     | 0                     | 0                     | 3                 | 0                 | 0                 | 0                 | 37       | 9      | 0           | 0          |
| A. Herberth    | 38            | 4             | 1             | 0             | 2                     | 0                     | 0                     | 0                     | 2                 | 2                 | 0                 | 0                 | 42       | 6      | 1           | 0          |
| A. Kohlhäufl   | 35            | 3             | 6             | 0             | 3                     | 0                     | 1                     | 0                     | 3                 | 0                 | 0                 | 0                 | 41       | 3      | 7           | 0          |
| R. Mamajewski  | 3             | 0             | 0             | 0             | 0                     | 0                     | 0                     | 0                     | 1                 | 0                 | 0                 | 0                 | 4        | 0      | 0           | 0          |
| G. Metzger     | 32            | 14            | 3             | 0             | 3                     | 2                     | 1                     | 0                     | 3                 | 1                 | 2                 | 0                 | 38       | 17     | 6           | 0          |
| A. Nachreiner  | 37            | 8             | 0             | 0             | 3                     | 1                     | 0                     | 0                     | 3                 | 1                 | 0                 | 0                 | 43       | 10     | 0           | 0          |
| J. Nielsen     | 31            | 4             | 1             | 1             | 3                     | 0                     | 0                     | 0                     | 2                 | 1                 | 0                 | 0                 | 36       | 5      | 1           | 1          |
| K. Pelka       | 2             | 0             | 0             | 0             | 0                     | 0                     | 0                     | 0                     | 0                 | 0                 | 0                 | 0                 | 2        | 0      | 0           | 0          |
| A. Rieß        | 16            | 4             | 0             | 0             | 0                     | 0                     | 0                     | 0                     | 2                 | 0                 | 0                 | 0                 | 18       | 4      | 0           | 0          |
| P. Scheifler   | 8             | 0             | 0             | 0             | 0                     | 0                     | 0                     | 0                     | 0                 | 0                 | 0                 | 0                 | 8        | 0      | 0           | 0          |
| H. Tochtermann | 10            | 1             | 0             | 0             | 0                     | 0                     | 0                     | 0                     | 1                 | 1                 | 0                 | 0                 | 11       | 2      | 0           | 0          |